# Mutinerie des îles Cocos
Théâtre d'Asie du Sud-Est de la Guerre du Pacifique
Batailles
- Action du 27 février 1941
- Action du 8 mai 1941
- Bataille entre le Sydney et le Kormoran
- Raids japonais de 1942
- Occupation japonaise des îles Andaman
- (Massacre de Homfreyganj)
- Bataille de l'île Christmas
- Raid sur Ceylan (Raid du dimanche de Pâques)
- Mutinerie des îles Cocos
- Bataille de Madagascar
- Ralliement de La Réunion
- Opération Creek
- Groupe Monsun
- Action du 13 novembre 1943
- Action du 11 janvier 1944
- Action du 14 février 1944
- Raid japonais de 1944
- Action du 17 juillet 1944

- 1940
- 1941
- 1942
- 1943
- 1944
- 1945

La mutinerie des îles Cocos était une mutinerie ratée de soldats sri-lankais contre des officiers britanniques, sur les îles Cocos (anciennement Keeling Islands) le 8 mai 1942, pendant la Seconde Guerre mondiale. Les mutins ont tenté de prendre le contrôle des îles et de désactiver la garnison britannique. Cependant, la mutinerie a été vaincue, les mutins punis et les trois meneurs exécutés. Ces derniers sont les seuls militaires du Commonwealth britannique à avoir été exécutés pour mutinerie pendant la Seconde Guerre mondiale.

## Contexte
Des unités appartenant à la Ceylon Defence Force (en) (CDF), y compris la Ceylon Garrison Artillery (CGA), le Ceylon Light Infantry (CLI) et le Ceylon Volunteer Medical Corps, ont été mobilisées le 2 septembre 1939, la veille de la déclaration de guerre de la Grande-Bretagne au Troisième Reich. Le contingent complet aux îles Cocos comptait environ 75 personnes, avec des canons de 152 et 227 mm, et était sous le commandement du capitaine George Gardiner, comptable d'une société d'exportation à Colombo au début de la guerre, il avait obtenu une commission de guerre d'urgence. Deux canons de 152 mm ont été déployés sur Horsburgh Island, ainsi qu'un peloton de King's African Rifles .

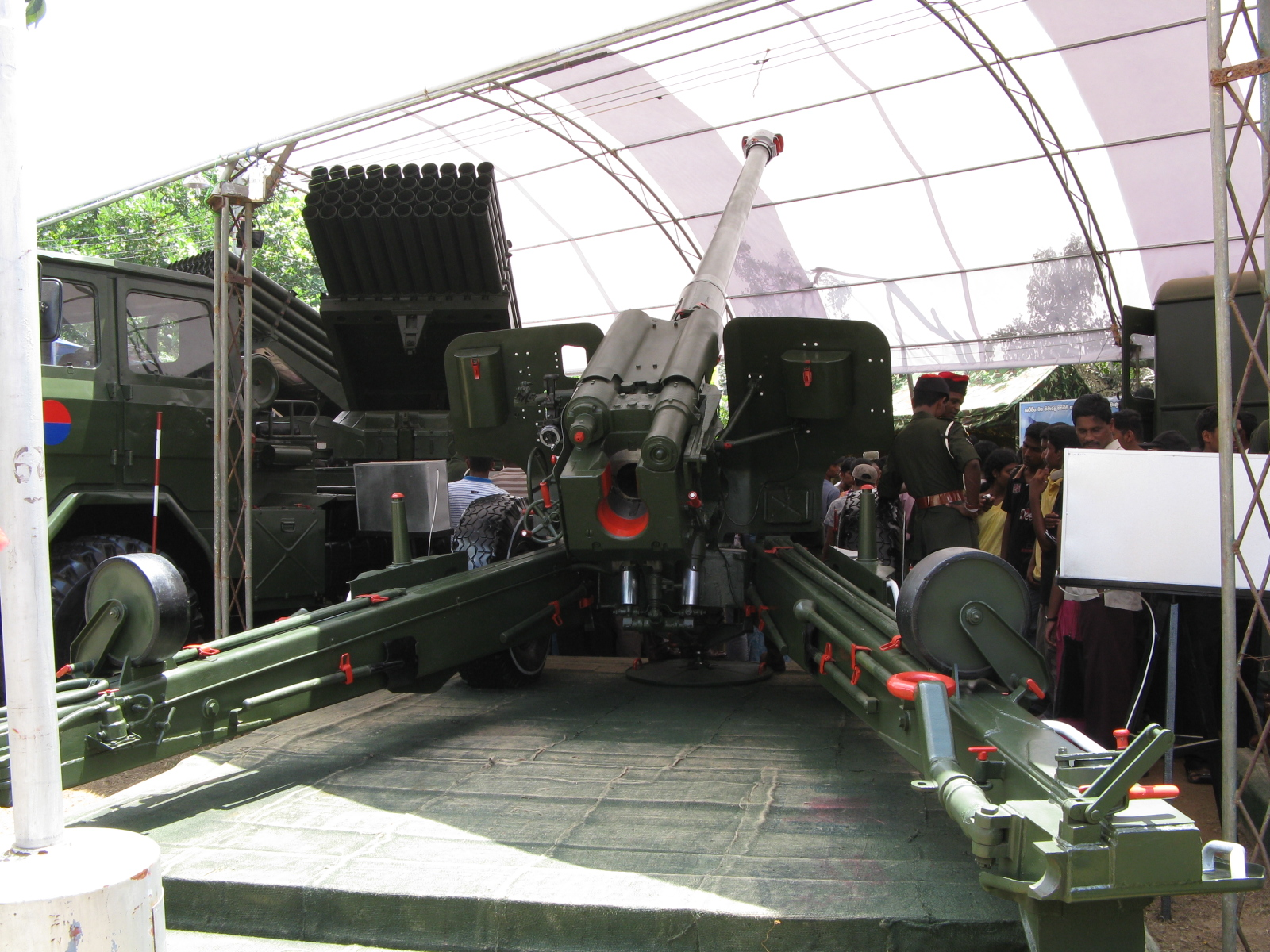
Canon de 152 mm.

Le naufrage du Prince of Wales et du Repulse et la chute de Singapour ont fait aux forces britanniques ce que Pearl Harbor avait pour les Américains : compromettre leur capacité à défendre leurs intérêts au nord de l'Australie et à l'est de l'Inde. Les raids japonais dans l'océan Indien, entraînant la perte de deux croiseurs et du porte-avions HMS Hermes, ont plongé dans le chaos les plans de guerre alliés dans toute la zone sud-ouest du Pacifique.
Avec les succès japonais, l'opinion publique sur Ceylan augmenta en faveur des Japonais ; encouragés par des rébellions réussies entraînées et dirigées par les Japonais en Indonésie et par le soutien des forces japonaises en Thaïlande, au Sinkiang et aux Philippines, de nombreux Ceylanais espéraient que les Japonais les aideraient à obtenir leur indépendance. A cette époque, le jeune Junius Richard Jayewardene, qui deviendra plus tard président du Sri Lanka, a eu des discussions avec les Japonais dans ce but. Cependant, cela a été immédiatement arrêté par Don Stephen Senanayake qui a continué à collaborer avec le gouvernement colonial.

## Mutinerie
Dans la nuit du 8 mai, 30 des 56 membres du personnel de l'artillerie de la garnison de Ceylan sur Horsburgh Island, un atoll des îles Cocos, se sont mutinés, dans l'intention de remettre les îles aux Japonais. Le plan était d'arrêter le capitaine Gardiner, le commandant de la batterie britannique et son adjoint, le lieutenant Stephens, de désarmer les troupes fidèles à l' Empire britannique , de faire tourner les canons de 6 pouces sur Direction Island (en) et de le signaler aux Japonais de l'île Christmas occupée par eux depuis le 3 mars 1942.
Cependant, les soldats se sont tous révélés être de piètres tireurs avec des armes légères : un soldat, l'artilleur Samaris Jayasekera a été tué, et le lieutenant Stephens blessé par eux, et la seule mitrailleuse légère Bren des rebelles s'est bloquée à un moment crucial alors que Gratien Fernando, le chef de la mutinerie, visait Gardiner. Les rebelles ont ensuite tenté de faire tourner les canons de 6 pouces sur Direction Island, mais ont été maîtrisés.
Les 15 mutins ont été traduits en cour martiale sur les îles Cocos par Gardiner. Sept des hommes qui ont été reconnus coupables ont été condamnés à mort, dont quatre ont été commuées en peines d’emprisonnement. L'artilleur Samaris Jayasekera a été enterré avec tous les honneurs militaires sur Horsburgh Island le soir du 10 mai et a été réenterré plus tard à Singapour au Kranji War Memorial (en).
Les mutins condamnés ont été renvoyés à Ceylan, emprisonnés à la prison militaire de Flagstaff Street, puis à la caserne militaire de Hulftsdorp. Les familles des condamnés ont fait appel auprès de Sir Oliver Ernest Goonetilleke, alors commissaire à la défense civile et membre du Conseil de guerre pour les sauver, H. W. Amarasuriya (en) et Susantha de Fonseka, membres du Conseil d'État, ont également fait des démarches auprès du gouverneur Sir Andrew Caldecott et de l' amiral Geoffrey Layton (en), demandant la clémence. Cependant, leurs plaidoyers ont échoué.
Fernando a été provocant jusqu'à la fin, croyant avec confiance qu'on se souviendrait de lui comme un patriote, et a refusé une commutation de peine. Il a été exécuté le 5 août 1942 à la prison de Welikada, et deux autres mutins peu après. Les derniers mots de Fernando étaient « La loyauté envers un pays sous le coup d'un homme blanc est une déloyauté. »

## Conséquences
Les trois mutins étaient les seuls des troupes du Commonwealth britannique à être exécutées pour mutinerie pendant la Seconde Guerre mondiale. Le détachement des CDF dans les îles Cocos est revenu juste avant Noël 1942, ces anciens combattants ont vu leurs promotions suspendues et ont refusé les médailles de campagne pour service de guerre actif. Aucun régiment de combat de Ceylan n'a été déployé par les Britanniques en situation de combat après la mutinerie des îles Cocos. Cependant, des unités de soutien ont été déployées, notamment en Afrique du Nord. Les défenses de Ceylan ont été augmentées à trois divisions de l'armée britannique parce que l'île était stratégiquement importante, détenant presque toutes les ressources de caoutchouc de l'Empire britannique qui sont restées après la chute de la Malaisie. Le rationnement a été institué pour que les Ceylanais soient comparativement mieux nourris que leurs voisins indiens, afin d'éviter la désaffection parmi les indigènes.
L'agitation anti-coloniale du Lanka Sama Samaja Party incluait désormais des références à la mutinerie des îles Cocos alors que l'opposition publique à la domination coloniale britannique continuait de croître.

## Mutins
Les hommes qui ont été condamnés par la cour martiale pour mutinerie étaient :
- Bombardier Gratien Fernando (en) (exécuté le 5 août 1942)
- Artilleur Carlo Augustus Gauder (exécuté le 7 août 1942)
- Artilleur G. Benny de Silva (exécuté le 8 août 1942)
- Artilleur R.S. Hamilton - la peine de mort commuée en servitude pénale pendant trois ans
- Lance Bombardier Kingsley W.J. Diasz - peine de mort commuée en servitude pénale pendant quatre ans
- Artilleur A. Joseph L. Peries - peine de mort commuée en servitude pénale pendant quatre ans
- Artilleur Gerry D. Anandappa - la peine de mort commuée en peine de prison pendant trois ans
- Artilleur A.B. Edema - emprisonnement d'un an sans travaux forcés
- Artilleur M.A. Hopman - servitude pénale de trois ans
- Artilleur F.J. Daniels - servitude pénale pendant sept ans
- Artilleur Kenneth R. Porritt - emprisonnement d'un an avec travaux forcés